# 정재헌 (배우)
정재헌(1984년 3월 4일 ~ )은 대한민국의 배우이다.

## 영화
- (2007년) 《화려한 휴가》 ... 시민 아파트 역
- (2010년) 《구르믈 버서난 달처럼》 ... 견자형 3 역
- (2011년) 《범죄와의 전쟁: 나쁜놈들 전성시대》 ... 형배조직원 2 역
- (2013년) 《신세계》 ... 정청계 1 역
- (2013년) 《전국노래자랑》 ... 여성듀엣 남자친구 1 역
- (2014년) 《군도: 민란의 시대》 ... 7인 무관 1 역
- (2015년) 《무뢰한》 ... 황충남 경찰 역
- (2015년) 《베테랑》 ... 펜트하우스 입구 경호원 역
- (2017년) 《브이아이피》 ... 형사 8 역
- (2017년) 《범죄도시》 ... 흑룡파 조직원들 역
- (2018년) 《공작》 ... 선착장 장교 1 역
- (2018년) 《명당》 ... 안필주 역
- (2018년) 《원더풀 고스트》 ... 풍기부하 2 역
- (2020년) 《이웃사촌》 ... 공작조 역
- (2021년) 《아수라도》 ... 감시탑 교도원 1 역
- (2021년) 《귀문》 ... 기자 3 역

## 드라마
- (2009년, KBS) 《아이리스》
- (2010년, KBS) 《국가가 부른다》
- (2012년, TV조선) 《한반도》 ... 서장엽 역

## 연극
- (유리동물원)

## 뮤지컬
- (웨스트 사이스 스토리)
- (지붕 위의 바이올린)
- (올 슉 업)
- (브로드웨이 43번가)
- (맘마미아)
- (시카고)